# 松山義雄
松山 義雄（まつやま よしお、1903年（明治36年）3月31日 - 1958年（昭和33年）10月25日）は、日本の政治家、弁護士。衆議院議員、埼玉県副知事。正五位勲三等に叙せられた。

## 来歴・人物
長崎県諌早市出身。中央大学法学部卒業。
1936年、弁護士登録。1938年、東京弁護士会常議員に就任。1941年、日本弁護士会理事に就任。
その後は中央政界への進出をもくろみ、1946年4月の第22回衆議院議員総選挙に進歩党公認で立候補したが落選。1947年4月の第23回衆議院議員総選挙では民主党公認で埼玉2区から立候補したが落選。1949年1月の第24回衆議院議員総選挙でも落選した。同年、埼玉県知事大沢雄一の要請により、埼玉県副知事に就任。
1952年10月の第25回衆議院議員総選挙に自由党公認で出馬し、初当選（当選同期に福田赳夫・大平正芳・黒金泰美・内田常雄・丹羽喬四郎・灘尾弘吉・宇都宮徳馬・植木庚子郎・加藤精三・山崎巌・今松治郎・重政誠之・町村金五・古井喜実など）。以後、連続当選4回。法務委員、農林委員、地方行政委員、予算委員、裁判官訴追委員、弾劾裁判所裁判員、畑地農業改良促進対策審議会委員、米価審議会委員などの要職を歴任。1955年には衆議院運輸委員長に就任した。1956年衆議院から中南米へ派遣される。
また、埼玉県土地改良協会会長として農業振興に尽力。武蔵野線建設推進でも先頭に立って活動した。
1958年10月25日、現職のまま死去した。享年55。10月27日、衆議院本会議で平岡忠次郎により弔詞がよまれた。

## 家族・親族
- 松山千恵子 - 妻。埼玉県初の女性代議士。厚生政務次官・郵政政務次官を歴任。
- 松永東 - 妻の父。弁護士。衆議院議員。衆議院議長・文部大臣等歴任。
- 松永光 - 義弟（松永東の養子）。弁護士。衆議院議員。文部大臣・通産大臣・大蔵大臣等歴任。
- 舟橋功一 - 娘・浩子の夫。弁護士。元埼玉県議会議員。前川越市長。
- 舟橋一浩 - 孫。功一・浩子の長男。前埼玉県議会議員。